# Мартин Димов (футболист, р. 1986)
Вижте пояснителната страница за други личности с името Мартин Димов.
Мартин Стоянов Димов е български футболист, защитник, който играе за Ботев (Ихтиман). Роден е на 1 март 1986 г. в София. Висок е 188 см.

## Кариера
Юноша на Левски (София). Дебютира в мъжкия футбол с екипа на Левски (София) на 30 април 2005 година срещу Несебър (Несебър) в мач за първенство на А футболна група. През лятото на 2005 преминава в отбора на Родопа (Смолян). От юли 2008 отново е играч на Левски (София). От лятото на 2009 г. преминава в новака Спортист (Своге), а от лятото на 2010 вече не е играч на Левски и подписва с Калиакра (Каварна), където е несменяем титуляр, но не подновява договора си с клуба и преминава през лятото на 2011 г. в Ботев (Пловдив). Димов играе като централен защитник. През юли 2012 г. подписва договор за една година с ПФК Монтана.

## Статистика по сезони
| Отбор           | Сезон   | Шампионат | Шампионат | Нац. купа | Нац. купа | Евротурнири | Евротурнири | Общо | Общо |
| Отбор           | Сезон   | М         | Г         | М         | Г         | М           | Г           | М    | Г    |
| --------------- | ------- | --------- | --------- | --------- | --------- | ----------- | ----------- | ---- | ---- |
| Левски (София)  | 2004-05 | 3         | 0         | 0         | 0         | 0           | 0           | 3    | 0    |
| Родопа (Смолян) | 2005-06 | 19        | 0         | 1         | 0         | –           | -           | 20   | 0    |
| Родопа (Смолян) | 2006-07 | 19        | 0         | 2         | 0         | –           | -           | 21   | 0    |
| Родопа (Смолян) | 2007-08 | 22        | 3         | 1         | 0         | –           | -           | 23   | 3    |
| Левски (София)  | 2008-09 | 0         | 0         | 0         | 0         | 0           | 0           | 0    | 0    |

Последна актуализация: 16 юли 2008